# Liste der Kunstwerke im öffentlichen Raum in Wien/Innere Stadt
Diese Liste der Kunstwerke im öffentlichen Raum in der Inneren Stadt enthält die im „Wien Kulturgut“ (digitalen Kulturstadtplan der Stadt Wien) gelisteten Kunstwerke im öffentlichen Raum (Public Art) im Bezirk Innere Stadt.
Gedenktafeln sind in der Liste der Gedenktafeln und Gedenksteine in Wien/Innere Stadt angeführt.
Die Denkmäler (Büsten und Gedenktafeln) im Arkadenhof des Hauptgebäudes des Universität Wien sind unter Liste der Denkmäler im Arkadenhof der Universität Wien zu finden.

## Kunstwerke
| Foto |                 | Name                                                                                                 | Typ                                      | Standort                                                                              | Künstler                                                          | Datierung      | Beschreibung | Metadaten                                                                                                   |
| ---- | --------------- | --- | ---------------------------------------- | ------------------------------------------------------------------------------------- | ----------------------------------------------------------------- | -------------- | --- | --- |
| ja   | Datei hochladen | Erzherzog-Albrecht-Denkmal ID: 47961 HERIS-ID: 23762 Objekt-ID: 20125                                | Denkmäler                                | Albertinaplatz Standort                                                               | Carl König, Kaspar von Zumbusch                                   | 1899           | Reiterstandbild Erzherzog Albrechts. Über dreistufiger Basis erhebt sich ein ovales Steinpodest mit profilierter Sockel- und Gesimszone, die Eichenlaubfries, eine Inschriftentafel und ein von geflügelten Genien getragene Volutenkartusche aufweist. Darauf befindet sich der überlebensgroße Bronzeguss. | Standort: Auf der Albrechtsrampe, vor dem Eingang in die Albertina                                          |
| ja   | Datei hochladen | Danubius-Brunnen Vulgo: Albrechts-Brunnen ID: 47972 HERIS-ID: 23759 Objekt-ID: 20122                 | Brunnen                                  | Albertinaplatz Standort                                                               | Moritz von Löhr, Johann Meixner                                   | 1869           | Der Aufbau ist dreiteilig um den Sporn der Albertinabastei: ein triumphbogenartiger Mittelteil mit Brunnen und seitlich je drei Nischen mit allegorischen Flussdarstellungen (als mädchenhafte Figuren). Der Brunnen in der Mitte befindet sich über einem dreipassförmigen Brunnenbecken und enthält die allegorischen Figuren von Danubius und Vindobona mit Putto und Delphin. | Standort: Am Sporn der Augustinerbastei                                                                     |
| ja   | Datei hochladen | Denkmal gegen Krieg und Faschismus ID: 60969 HERIS-ID: 24534 Objekt-ID: 20932                        | Denkmäler                                | Albertinaplatz Standort                                                               | Alfred Hrdlicka                                                   | 1988           | Mehrteiliges Denkmal aus Granit, Marmor und Bronze. „Tor der Gewalt“: Opfer des Massenmordes und Tote des Krieges, „Orpheus betritt den Hades“, „Stein der Republik“: Granitstele mit Inschrift der Regierungserklärung vom 27. April 1945, Bronzefigur des straßenwaschenden Juden | |
| ja   | Datei hochladen | Hannaken-Brunnen ID: 58788 HERIS-ID: 24530 Objekt-ID: 20928                                          | Brunnen                                  | Am Gestade Standort                                                                   | Rudolf Schmidt                                                    | 1937           | In einem achteckigen Brunnenbecken aus Lindabrunner Konglomerat befindet sich ein viereckiger Sockel mit vier seitlich angebrachten Fischmäulern als Wasserspeier. Die Figurengruppe besteht aus zwei Männern, die einen Verletzten tragen (Bezugnahme auf eine Sage), flankiert von einem Hund, einem Krug und Blattranken zu Füßen der männlichen Figuren aus Badener Konglomerat. | Standort: Vor dem Haus 2-4                                                                                  |
| ja   | Datei hochladen | Mariensäule ID: 48152 HERIS-ID: 24540 Objekt-ID: 20940                                               | Sakrale Kleindenkmäler                   | Am Hof Standort                                                                       | Carlo Martino Carlone, Carlo Canevale                             | 1667           | Über einem Steinsockel und einer Bronzesäule mit korinthischem Kapitel befindet sich eine Statue der auf einem Drachen stehenden Maria Immaculata. An den Ecken des Steinsockels kämpfen geharnischte Putti mit Drachen und Schlangen. Die Ungeheuer symbolisieren Pest, Krieg, Hunger und Ketzerei. | Standort: Platzmitte                                                                                        |
| ja   | Datei hochladen | Bellonabrunnen ID: 48144                                                                             | Brunnen                                  | Am Hof 10 Standort                                                                    | Lorenzo Mattielli                                                 | 1730           | In einer Rundnische die Figur der Bellona mit Trophäen und Löwenkopf, davor ein niedriges Ovalbecken mit zwei Fischen als Wasserspeier und dem Wiener Wappen. | Standort: Ehem. Bürgerliches Zeughaus, heute Feuerwehrzentrale – im Hof rechts                              |
| ja   | Datei hochladen | Denkmal für die Verfolgten der NS-Militärjustiz ID: 87303                                            | Denkmäler                                | Ballhausplatz Standort                                                                | Olaf Nicolai                                                      | 2014           | Die Skulptur aus bläulichem Beton in Form eines „X“, an der die Wöerte „all“ und „alone“ an der Oberseite aufscheinen, soll die persönliche Entscheidung der Deserteure und „Wehrkraftzersezter“ anerkennen, gegen die im Rahmen der NS-Militärjustiz mehr als 30.000 Todesurteile gefällt wurden. | |
| ja   | Datei hochladen | Ludwig-van-Beethoven-Denkmal ID: 48285 HERIS-ID: 21158 Objekt-ID: 17474                              | Denkmäler                                | Beethovenplatz Standort                                                               | Kaspar von Zumbusch, Eduard Hauser                                | 1880           | Denkmal Ludwig van Beethovens. Ein mehrstufiges, seitlich gerundetes Postament und ein mit Inschriften versehener Vierkantsockel bilden die Basis für die Bronzefigur. Unterhalb der Figur befinden sich neun musizierende Putti (als Allegorien der neun Symphonien), links die Gestalt des gefesselten Prometheus, rechts Victoria mit erhobenem Lorbeerkranz. | Standort: In der Gartenanlage                                                                               |
| ja   | Datei hochladen | Hermann Gmeiner ID: 60970 HERIS-ID: 24537 Objekt-ID: 20937                                           | Denkmäler                                | Börseplatz Standort                                                                   | Paul Peschke                                                      | 1993           | Bronzebüste von Hermann Gmeiner mit seitlichen Widmungstafeln | Standort: Hermann-Gmeiner-Park                                                                              |
| ja   | Datei hochladen | Wasserwellen-Lebens-Brunnen Vulgo: Lapislazuli-Brunnen ID: 59429                                     | Brunnen                                  | Bruno-Kreisky-Gasse Standort                                                          | Hans Muhr                                                         | 1998           | Aus einem großen Lapislazuli-Lasurit-Felsblock gefertigt. | Standort: In der Nähe des Ballhausplatzes                                                                   |
| ja   | Datei hochladen | Kaiser-Franz-Joseph-I.-Denkmal ID: 47967 HERIS-ID: 23767 Objekt-ID: 20130                            | Denkmäler                                | Burggarten Standort                                                                   | Johannes Benk                                                     | 1904           | Über einem Vierkantsockel mit Inschrift befindet sich das Bronzestandbild Kaiser Franz Josephs I. in Uniform mit Befehlshaberstab. | Standort: Im südöstlichen Bereich                                                                           |
| ja   | Datei hochladen | Mozart-Denkmal ID: 47982 HERIS-ID: 23774 Objekt-ID: 20137                                            | Denkmäler                                | Burggarten Standort                                                                   | Viktor Tilgner                                                    | 1896           | Das Denkmal Mozarts ist aus Laaser Marmor. Auf drei Stufen vor einer runden Balustrade befindet sich ein querrechteckiges Postament (Reliefs: Szenen aus Don Giovanni), an der Oberkante eine Klaviertastatur, sowie Notenblätter, Lorbeerkranz, Musikinstrumente, auf der Rückseite ein Relief (Mozart als Kind konzertierend), an der Seite sind musizierende Putti. Das Standbild Mozarts vor einem Notenpult bekrönt das Denkmal. | Standort: Im südwestlichen Bereich, beim Zugang vom Ring                                                    |
| ja   | Datei hochladen | Kaiser-Franz-I.-Stephan-von-Lothringen-Denkmal ID: 47991 HERIS-ID: 23769 Objekt-ID: 20132            | Denkmäler                                | Burggarten Standort                                                                   | Balthasar Ferdinand Moll                                          | 1781           | Über einem zweistufigen querrechteckigen Sockel erhebt sich das bleierne Reiterstandbild Franz Stephans mit Vliesorden und Stab. | Standort: Im südwestlichen Bereich, vor der Nationalbibliothek                                              |
| ja   | Datei hochladen | Herkules-Brunnen Vulgo: Herkules mit dem Nemeischen Löwen ID: 47998 HERIS-ID: 23765 Objekt-ID: 20128 | Brunnen                                  | Burggarten Standort                                                                   |                                                                   | ca. 1770       | Steinbrunnen mit Bleifiguren: Herkules mit dem Nemeischen Löwen kämpfend. | |
| ja   | Datei hochladen | Deutschmeister-Denkmal ID: 48305 HERIS-ID: 24527 Objekt-ID: 20925                                    | Denkmäler                                | Deutschmeisterplatz Standort                                                          | Johannes Benk, August Weber                                       | 1906           | Über einem Stufenpodest befindet sich ein mehrfach gegliederter Sockel mit Schlachtenreliefs, Wappenmedaillons und Skulpture. Bekrönend über einem Pylon mit Inschriften die Bronzestatue des Deutschmeisterfahnenträgers. | |
| ja   | Datei hochladen | Dr.-Karl-Lueger-Denkmal ID: 48297 HERIS-ID: 6124 Objekt-ID: 1999                                     | Denkmäler                                | Dr.-Karl-Lueger-Platz Standort                                                        | Josef Müllner                                                     | 1916           | Das Denkmal für Karl Lueger ist folgendermaßen gegliedert: über mehrteiliger Sockelzone befindet sich eine runde dreistufige Basis, darauf runder Sockel mit Reliefszenen und vier Steinstatuen, wiederum darüber ein hoher oktogonaler Sockel mit dem Bronzestandbild des Wiener Bürgermeisters. Die Reliefs und die überlebensgroßen Figuren sollen die Leistungen Luegers als Bürgermeister zeigen: Arbeiter mit Gasrohr – Kommunalisierung der Gaswerke, Landarbeiter – Schaffung des Wald- und Wiesengürtels, trauernde Mutter – Witwen- und Waisenfürsorge, Greis – Bau des Lainzer Versorgungsheims. | |
| ja   | Datei hochladen | Pallas-Athene-Brunnen ID: 47977 HERIS-ID: 83957 Objekt-ID: 98017                                     | Brunnen                                  | Dr.-Karl-Renner-Ring 3 Standort                                                       | Carl Kundmann, Hugo Haerdtl, Josef Tautenhayn                     | 1902           | Im Zentrum der Anlage steht auf einem Säulenstumpf die Figur der Pallas Athene, die eine Nike-Statue in der rechten Hand hält. Darunter sitzen die Allegorien von Exekutive und Legislative, noch weiter unterhalb auf einem geschwungenen Postament die vier Hauptflüsse Donau, Inn, Moldau und Elbe; die unterste Ebene der Brunnenanlage bildet das große, geschwungene Brunnenbecken mit zwei muscheltragenden Tritonen. | Standort: Vor dem Haupteingang des Parlaments                                                               |
| ja   | Datei hochladen | Hansen-Denkmal ID: 48301                                                                             | Denkmäler                                | Dr.-Karl-Renner-Ring 3 Standort                                                       | Hugo Haerdtl                                                      | 1905           | Über einem Steinsockel mit Bronzeverzeirungen befindet sich ein zweiter Sockel mit der Bronzebüste Hansens. | Standort: Rechts des Eingangs                                                                               |
| ja   | Datei hochladen | Dr. Karl Renner-Denkmal ID: 41655                                                                    | Denkmäler                                | Dr. Karl-Renner-Ring / Stadiongasse Standort                                          | Alfred Hrdlicka                                                   |                | Stahlbüste Renners auf Granitsockel | Standort: Rathauspark                                                                                       |
| ja   | Datei hochladen | Republik-Denkmal Vulgo: Denkmal der 1. Republik ID: 60979 HERIS-ID: 79774 Objekt-ID: 93470           | Denkmäler                                | Dr.-Karl-Renner-Ring, Ecke Schmerlingplatz Standort                                   | Franz Seifert, Anton Hanak, Carl Wollek                           |                | Drei Granitpfeiler mit Architrav (Inschrift: Der Erinnerung an die Errichtung der Republik am 12. November 1918), davor Bronzebüsten von Jakob Reumann (Seifert), Victor Adler (Hanak) und Ferdinand Hanusch (Wollek, zerstört und 1948 von Mario Petrucci nachgebildet) | |
| ja   | Datei hochladen | Wehrmann in Eisen Vulgo: Eiserner Wehrmann ID: 60982                                                 | Denkmäler                                | Felderstraße 6-8, Städtisches Amtshaus. Standort                                      | Josef Müllner                                                     | 1915           | Holzstatue mit Nägeln (Kriegsnägelaktion im Ersten Weltkrieg). Über der Nische die Inschrift Gut und Blut fürs Vaterland/Der Wehrmann Wiens gemahne an die Zeit,/da unerschöpflich wie des Krieges Leid/die Liebe war und die Barmherzigkeit. (Ottokar Kernstock) | Standort: Im Arkadengang, vor pilastergerahmter Nische.                                                     |
| ja   | Datei hochladen | Jerusalem-Stiege ID: 91464                                                                           | Denkmäler                                | Fleischmarkt / Desider-Friedmann-Platz Standort                                       |                                                                   |                | Bei der Benennung der Stiege wurde ein Gedenkstein daneben angebracht, dessen Inschrift lautet: JERUSALEM – STIEGE Zur 3000-Jahr-Feier der Stadt Jerusalem hat die Stadt Wien diese Stiege als Zeichen der Verbundenheit benannt. Gewidmet 1996 vom Kulturverein Wien Innere Stadt | Standort: Stiegenaufgang                                                                                    |
| ja   | Datei hochladen | Mosesbrunnen ID: 47963 HERIS-ID: 24545 Objekt-ID: 20946                                              | Brunnen                                  | Franziskanerplatz Standort                                                            | Johann Martin Fischer                                             | 1798           | In einem oktogonalen, leicht geschwungenen Brunnenbecken befinden sich ein Sockel mit Löwenmaske als Wasserspeier und einem Relief trinkender Israeliten, darüber die frühklassizistische Statue des Moses mit Stab. Die Figur war ursprünglich aus Blei und wurde Ende des 19. Jahrhunderts in Bronze gegossen. | |
| ja   | Datei hochladen | Relief „Alte Ansicht von Wien von 1490“ ID: 42045                                                    | Profanplastiken/Kunst am Bau freistehend | Franz Josefs Kai 29 – Ruprechtsstiege Standort                                        | Josef Franz Riedl                                                 | 1954           | Relief aus Untersberger Marmor. | Standort: Grünanlage                                                                                        |
| ja   | Datei hochladen | Austriabrunnen ID: 48145 HERIS-ID: 24541 Objekt-ID: 20941                                            | Brunnen                                  | Freyung Standort                                                                      | Ludwig Schwanthaler, Ferdinand von Miller                         | 1846           | Über einem achteckigen Stufensockel mit vierpassförmigem Brunnenbecken erhebt sich in der Mitte ein kristallines Gestein imitierender Sockel mit Wasserausgüssen. Darüber erhebt sich eine mit Astwerk und Eichenlaub umrankte und von vier Flussgöttern flankierte und diese baldachinartig überdachende Säule mit Laubwerk, auf der die überlebensgroße Statue der Austria mit Mauerkrone, Lanze und Wappenschild steht. | |
| ja   | Datei hochladen | Herzog Heinrich II. Jasomirgott ID: 48146                                                            | Denkmäler                                | Freyung, Schottenkirche Standort                                                      | Josef Breitner                                                    | 1893           | Über Wandsockel mit Inschriftentafel befindet sich eine volutengerahmte Ädikula mit Nische, in der sich das Standbild des Herzogs Heinrich II. Jasomirgott befindet. In der linken Hand hält er einen Kirchenplan. Rechts zu seinen Füßen ein befindet sich ein Kirchenmodell, links von ihm kniet ein junger Mann. | Standort: In einer Nische am Querhaus                                                                       |
| ja   | Datei hochladen | Heinrich-Jasomirgott-Brunnen ID: 48147                                                               | Brunnen                                  | Freyung, Schottenstift Standort                                                       | Sebastian Wagner                                                  | 1652 (Auftrag) | Das Brunnenbecken ist oktogonal und leicht gebaucht, darin ragt ein Mittelsteher mit Brunnenschale hervor, auf dem sich die Statue Herzog Heinrich Jasomirgotts auf Delphinen stehend, das Kirchenmodell in der rechten Hand haltend, befindet. Als Wasserspeier dienen Löwenköpfe. | Standort: In der Mitte des 1. Hofes, im Gastgarten des „Wienerwald“                                         |
| ja   | Datei hochladen | Delphinbrunnen ID: 48148                                                                             | Brunnen                                  | Freyung, Schottenstift Standort                                                       |                                                                   | 1874           | Auf dem Mittelsteher eines profilierten oktogonalen Brunnenbeckens befinden sich Köpfe von Wassergöttern, eine ausladende Brunnenschale und bekrönend vier Delphine als Wasserspeier. | Standort: Im 2. Hof                                                                                         |
| ja   | Datei hochladen | Marc-Anton-Gruppe ID: 48380 HERIS-ID: 24528 Objekt-ID: 20926                                         | Denkmäler                                | Friedrichstraße 12 Standort                                                           | Arthur Strasser                                                   | 1901           | Bronzefigur des Feldherren in einem Löwengespann auf steinernem Sockel. | Standort: Rechts der Secession                                                                              |
| ja   | Datei hochladen | Friedrich-Freiherr-von-Schmidt-Denkmal ID: 47995 HERIS-ID: 6126 Objekt-ID: 2001                      | Denkmäler                                | gegenüber Friedrich-Schmidt-Platz 8-9, gegenüber der Mündung der Tulpengasse Standort | Edmund Hofmann von Aspernburg, Julius Deininger                   | 1896           | Über einer zweistufigen Basis erhebt sich ein hoher eingeschwungener Steinsockel mit Inschriftentafel. Darauf befindet sich die Bronzefigur des Architekten, die einen Zirkel in der linken Hand hält und an ein architektonisches Versatzstück gelehnt ist. | Standort: im Park, Nordseite                                                                                |
| ja   | Datei hochladen | Coch-Denkmal ID: 47964 HERIS-ID: 24523 Objekt-ID: 20921                                              | Denkmäler                                | Georg-Coch-Platz Standort                                                             | Rudolf Bernt, Johann Scherpe                                      | 1913           | Das Denkmal für Georg Coch besteht aus einem runden Stufensockel, der in einen Pfeiler übergeht und von einer Porträtbüste bekrönt wird. Den Pfeiler flankieren zwei Knaben mit Kränzen in den Händen. An der Rückseite befindet sich ein Relief. | Standort: Vor der Postsparkasse, bei der Garageneinfahrt                                                    |
| ja   | Datei hochladen | Goethe-Denkmal ID: 47968 HERIS-ID: 24536 Objekt-ID: 20934                                            | Denkmäler                                | Goethegasse / Ecke Opernring Standort                                                 | Edmund Hellmer                                                    | 1900           | Über einem dreistufigen Steinpostament und einem nach außen gewölbten Sockel mit Inschriften sitzt die monumentale Bronzefigur des Dichters Johann Wolfgang von Goethe in einem Prunksessel. | |
| ja   | Datei hochladen | Abraham-a-Sancta-Clara-Denkmal ID: 67503 HERIS-ID: 23758 Objekt-ID: 20121                            | Denkmäler                                | Goethegasse, Ecke Hanuschgasse Standort                                               | Hans Schwathe                                                     | 1928           | Steinfigur von Abraham a Santa Clara auf einem Sockel | Standort: Vor dem Burggartentor                                                                             |
| ja   | Datei hochladen | Leopoldsbrunnen Vulgo: Grabenbrunnen ID: 48140 HERIS-ID: 4602 Objekt-ID: 448                         | Brunnen                                  | Graben Standort                                                                       | Johann Martin Fischer                                             | 1804           | In einem oktogonalen, gebauchten Brunnenbecken steht ein profilierter Vierkantsockel mit Reliefs und wasserspeienden Löwen. Bekrönt wird er von den Bleifiguren des Heiligen Leopold mit Fahne und eines Knaben an seiner Seite, die einen Kirchenplan entrollen. | Standort: Ostseite                                                                                          |
| ja   | Datei hochladen | Josefsbrunnen Vulgo: Grabenbrunnen ID: 48141 HERIS-ID: 4603 Objekt-ID: 449                           | Brunnen                                  | Graben Standort                                                                       | Johann Martin Fischer                                             | 1804           | In einem oktogonalen Brunnenbecken steht ein profilierter Vierkantsockel mit Reliefs und wasserspeienden Löwenköpfen. Bekrönt wird er von den Bleifiguren des Heiligen Josef mit Stab und eines Knaben an seiner Seite, der Josefs Stammbaum hält. | Standort: Westseite                                                                                         |
| ja   | Datei hochladen | Dreifaltigkeitssäule Vulgo: Pestsäule ID: 48142 HERIS-ID: 4600 Objekt-ID: 446                        | Sakrale Kleindenkmäler                   | Graben Standort                                                                       | Johann Frühwirt, Johann Bernhard Fischer von Erlach, Paul Strudel | 1687–1694      | Die 18 Meter hohe Säule mit dreieckigem Sockel, dessen Seitenflächen ist mit einer eigenen Balustrade umgeben. Im Sockelbereich befinden sich Reliefs von Johann Bernhard Fischer von Erlach und Ignaz Bendl, Wappen der Erbländer sowie eine Figurengruppe Fides, die die Pest in den Abgrund stürzt, darüber eine kniende Figur Leopolds I. Auf dem Sockel ist ein Wolkenberg mit neun lebensgroßen Engeln und zahlreichen Putten ausgeführt (Johann Frühwirt, Adam Kracker, Paul Strudel), der von einer Dreifaltigkeitsdarstellung (Strudel) bekrönt wird. | Standort: Mitte des Grabens                                                                                 |
| ja   | Datei hochladen | Erzherzog-Karl-Denkmal ID: 48287 HERIS-ID: 23763 Objekt-ID: 20126                                    | Denkmäler                                | Heldenplatz Standort                                                                  | Anton Dominik Fernkorn                                            | 1860           | Über einem Podest befindet sich ein achtseitiger Steinsockel (Architektur: Siccardsburg / van der Nüll) mit Inschriftentafeln und verschiedenen Appliken aus Bronze (wie kaiserlichen Emblemen, Wappen, Doppeladler, Schlachtennamen). Darüber erhebt sich das Reiterstandbild des Erzherzogs Karl mit hoch aufgerichtetem Pferd, das ausschließlich auf den Hinterbeinen steht und daher eine technische Meisterleistung darstellt. | Standort: Westseite                                                                                         |
| ja   | Datei hochladen | Prinz-Eugen-Denkmal ID: 48288 HERIS-ID: 23776 Objekt-ID: 20139                                       | Denkmäler                                | Heldenplatz Standort                                                                  | Anton Dominik Fernkorn                                            | 1865           | Über einem achtseitigen Podest (Architektur: Siccardsburg / van der Nüll) erhebt sich ein ebenfalls achtseitiger Steinsockel mit Eckvoluten, Inschriftentafeln und verschiedenen Appliken aus Bronze (wie kaiserlichen Emblemen, Wappen, Schlachtennamen, Allegorien oder Früchten). Darüber erhebt sich das Reiterstandbild Prinz Eugens mit hoch aufgerichtetem Pferd, allerdings wird die Figur nicht nur von den Hinterbeinen, sondern auch vom Schwanz abgestützt. | Standort: Ostseite, vor der Nationalbibliothek                                                              |
| ja   | Datei hochladen | Isterbrunnen Vulgo: Landhausbrunnen ID: 48150                                                        | Brunnen                                  | Herrengasse 13 Standort                                                               | Joseph Klieber                                                    | 1846           | Über querrechteckigem Brunnenbecken liegt eine auf einen Delphin aufgestützte Flussgottstatue mit einem Knaben zu Füßen und einem Wasserkrug als Speier. | Standort: Ehem. Niederösterreichisches Landhaus, im Hof rechts                                              |
| ja   | Datei hochladen | Donaunixen-Brunnen ID: 48149Teil von HERIS-ID: 32982 Objekt-ID: 30265                                | Brunnen                                  | Herrengasse 14 / Freyung 2 Standort                                                   | Anton Dominik Fernkorn, Hanns Gasser                              | 1861           | Über einem dreipassförmigen Marmorbrunnenbecken erhebt sich ein dreizonig aufgebauter Mittelsteher, der von Nixenfiguren und oberhalb einer Brunnenschale von drei männlichen, baldachinartig überdachten Figuren (Fischer, Schiffbauer, Kaufmann) flankiert wird. Bekrönt wird er von einem Donauweibchen mit einem Fisch in der rechten Hand. | Standort: In der Freyungspassage, Zugang Herrengasse                                                        |
| ja   | Datei hochladen | Die Macht zu Lande ID: 48293 HERIS-ID: 23760 Objekt-ID: 20123                                        | Brunnen                                  | Hofburg, Michaelerplatz Standort                                                      | Edmund Hellmer                                                    | 1897           | Vor einer Wandnische befindet sich ein geschwungenes Brunnenbecken mit einer Felsarchitektur, die gestürzte Giganten und ein Adler trägt, bekrönt werden sie von einer männlichen Aktfigur. | Standort: Michaelertrakt, rechts der Durchfahrt                                                             |
| ja   | Datei hochladen | Die Macht zu See ID: 48294 HERIS-ID: 23761 Objekt-ID: 20124                                          | Brunnen                                  | Hofburg, Michaelerplatz Standort                                                      | Rudolf Weyr                                                       | 1893           | Vor einer Wandnische befindet sich ein geschwungenes Brunnenbecken mit einer Felsarchitektur, die gestürzte Giganten und ein Seeungeheuer trägt, bekrönt werden sie von einer weiblichen Aktfigur (der Austria) auf einem Schiffsbug. | Standort: Michaelertrakt, links der Durchfahrt                                                              |
| ja   | Datei hochladen | Schweizerhof-Brunnen ID: 48292 HERIS-ID: 23779 Objekt-ID: 20142                                      | Brunnen                                  | Hofburg, Schweizerhof Standort                                                        |                                                                   |                | Auf der Vorderseite eines rechteckigen, gebauchte und an den Ecken abgeschrägten Brunnentroges befindet sich ein Doppeladlerrelief. Bekrönt wird der Brunnen von einem niedrigen ornamentalen Schmiedeeisengitter, im Becken befindet sich ein Felsen mit Wasserauslauf in Form eines Drachen. | Standort: Unter den Arkaden                                                                                 |
| ja   | Datei hochladen | Vermählungsbrunnen Vulgo: Josephsbrunnen ID: 48382 HERIS-ID: 24524 Objekt-ID: 20922                  | Brunnen                                  | Hoher Markt Standort                                                                  | Joseph Emanuel Fischer von Erlach, Antonio Corradini              | 1732           | Dem Sockel einer Vermählungsszene von Marmorfiguren sind seitlich Brunnenbecken mit Springbrunnen angelagert, Bekrönt ist der Brunnen mit einem steinernen Baldachin über korinthischen Säulen. Er ersetzte ein älteres Monument von Johann Bernhard Fischer von Erlach. | |
| ja   | Datei hochladen | Ankeruhr ID: 48304 HERIS-ID: 74986 Objekt-ID: 88451                                                  | Profanplastiken/Kunst am Bau freistehend | Hoher Markt 10 Standort                                                               | Franz Matsch                                                      | 1914           | Auf einer Brücke befindet sich eine monumentale Bilderuhr mit Orgelspielwerk. In der Mitte des Kupferblechrahmens mit Allegorien von Leben Tod, Basilisken und Sonnenscheibe ist ein Kreisausschnitt mit Wappen, an dem zwölf überlebensgroße Figuren aus bemaltem Kupferblech vorbeiparadieren, die die Geschichte Wiens repräsentieren. Auf der Unterseite befindet sich ein Relief von Sphingen, die einen Himmelsglobus halten. | Standort: Brücke                                                                                            |
| ja   | Datei hochladen | Franz-I.-(II.)-Denkmal ID: 48302 HERIS-ID: 23768 Objekt-ID: 20131                                    | Denkmäler                                | In der Burg Standort                                                                  | Pompeo Marchesi                                                   | 1846           | Auf einem Podest befindet sich quadratischer Sockel mit Inschriften, darüber oktogonaler ein Sockel mit Reliefs und darauf letztendlich die monumentale Bronzestatue des Kaisers in antiker Kleidung. Die acht Reliefs stellen Allegorien auf Franz I. als Förderer (der Wissenschaft u. s. w.) dar, auf den vier Ecksockeln befinden sich weibliche Sitzfiguren, die die kaiserlichen Tugenden verkörpern (Friede, Glaube, Stärke, Gerechtigkeit). Das gesamte Monument ist reich mit Bronzeornamenten verziert. | Standort: Hofburg                                                                                           |
| ja   | Datei hochladen | Witwe-von-Sarepta-Brunnen ID: 47962                                                                  | Brunnen                                  | Johannesgasse 15-17 Standort                                                          | Franz Xaver Messerschmidt                                         | 1770           | Über einem Brunnen mit halbovalem Becken und in der von Doppelpilastern seitlich begrenzten und von einem Volutengiebel mit dem Relief einer Darstellung des Propheten Eliseus bekrönten Rundbogennische befindet sich die Figur der Witwe Sarepta. Die Frau füllt Gefäße, die von zwei Knaben gehalten werden, mit Öl. Der Brunnen wird von zwei 1769 entstandenen liegenden Löwen auf rechteckigen Steinsockeln flankiert. | Standort: Im Hof des ehem. Savoyensches Damenstift                                                          |
| ja   | Datei hochladen | Joseph-II.-Denkmal ID: 48151 HERIS-ID: 23770 Objekt-ID: 20133                                        | Denkmäler                                | Josefsplatz Standort                                                                  | Franz Anton Zauner                                                | 1807           | Über einer mehrstufigen Basis befindet sich ein querrechteckiger Sockel mit ausladendem Gesims und Blattwerkfriesen, darüber das klassizistische bronzene Reiterstandbild Kaiser Josephs II, das ihn in antikisierender Feldherrentracht zeigt (in Anlehnung an Marc Aurel-Denkmal am Kapitol in Rom). Am Sockel sind Inschriftentafeln und Reliefs mit der Darstellung Josephs als Förderer von Handel und Landwirtschaft zu sehen. | Standort: In der Mitte des Platzes                                                                          |
| ja   | Datei hochladen | Holocaust-Mahnmal ID: 61046 HERIS-ID: 78606 Objekt-ID: 92270                                         | Denkmäler                                | Judenplatz Standort                                                                   | Rachel Whiteread                                                  | 1999           | Auf einem rechteckigen Sockel mit Inschriften (Namen von Konzentrationslagern) erhebt sich ein Kubus mit einer rasterartigen Oberfläche aus Büchern, die mit dem Rücken nach innen stehen. | |
| ja   | Datei hochladen | Lessing-Denkmal ID: 41289 HERIS-ID: 24539 Objekt-ID: 20939                                           | Denkmäler                                | Judenplatz Standort                                                                   | Siegfried Charoux                                                 | 1968           | Bronzestatue | |
| ja   | Datei hochladen | Lazarus-Ludwig-Zamenhof-Denkmal ID: 70995 HERIS-ID: 4604 Objekt-ID: 450                              | Denkmäler                                | Karlsplatz Standort                                                                   | Josef Müller-Weidler                                              | 1958           | Portraitbüste auf Steinsockel mit der Inschrift: Dr. Ludwig Zamenhof autoro de la internacia lingvo ESPERANTO Esperanto Museum Wien – Hofburg. | Standort: Esperanto-Park                                                                                    |
| ja   | Datei hochladen | Alexander-Girardi-Denkmal ID: 70928 HERIS-ID: 4605 Objekt-ID: 451                                    | Denkmäler                                | Karlsplatz, Girardipark Standort                                                      | Otto Hofner                                                       | 1929           | Das steinerne Standmonument, wo der Schauspieler mit Hund in der Hand dargestellt wird trägt die Inschrift: Dem Meister volkstümlicher Schauspielkunst Alexander Girardi 1850–1918 Das dankbare Wien. | |
| ja   | Datei hochladen | Rubens-Denkmal ID: 48132                                                                             | Denkmäler                                | Karlsplatz 5, Künstlerhaus Standort                                                   | Viktor Tilgner                                                    | 1882           | Steinerne Standfigur auf Sockel, Peter Paul Rubens darstellend | Standort: An der Hauptfront des Kinos – links                                                               |
| ja   | Datei hochladen | Dürer-Denkmal ID: 48133                                                                              | Denkmäler                                | Karlsplatz 5, Künstlerhaus Standort                                                   | Anton Schmidgruber                                                | 1879           | Steinerne Standfigur auf Sockel, Albrecht Dürer darstellend | Standort: An der Hauptfront des Kinos – rechts                                                              |
| ja   | Datei hochladen | Leonardo-da-Vinci-Denkmal ID: 48134                                                                  | Denkmäler                                | Karlsplatz 5, Künstlerhaus Standort                                                   | Edmund Hofmann von Aspernburg                                     | 1900           | Steinerne Standfigur auf Sockel, Leonardo da Vinci darstellend | Standort: Am Hauptbau, den Eingang flankierend – ganz links                                                 |
| ja   | Datei hochladen | Tizian-Denkmal ID: 48135                                                                             | Denkmäler                                | Karlsplatz 5, Künstlerhaus Standort                                                   | Johann Scherpe                                                    | 1913           | Steinerne Standfigur auf Sockel, Tizian darstellend | Standort: Am Hauptbau, den Eingang flankierend – links                                                      |
| ja   | Datei hochladen | Bramante-Denkmal ID: 48136                                                                           | Denkmäler                                | Karlsplatz 5, Künstlerhaus Standort                                                   | Emmerich Alexius Swoboda                                          | 1910           | Steinerne Standfigur auf Sockel, Bramante darstellend | Standort: Am Hauptbau, den Eingang flankierend – rechts                                                     |
| ja   | Datei hochladen | Velazquez-Denkmal ID: 48137                                                                          | Denkmäler                                | Karlsplatz 5, Künstlerhaus Standort                                                   | Anton Brenek                                                      | 1909           | Steinerne Standfigur auf Sockel, Diego de Velázquez darstellend | Standort: Am Hauptbau, den Eingang flankierend – ganz rechts                                                |
| ja   | Datei hochladen | Michelangelo-Denkmal ID: 48138                                                                       | Denkmäler                                | Karlsplatz 5, Künstlerhaus Standort                                                   | Anton Paul Wagner                                                 | 1879           | Steinerne Standfigur auf Sockel, Michelangelo darstellend | Standort: An der Hauptfront des Theaters – rechts                                                           |
| ja   | Datei hochladen | Raffael-Denkmal ID: 48139                                                                            | Denkmäler                                | Karlsplatz 5, Künstlerhaus Standort                                                   | Johann Jakob Silbernagel                                          | 1882           | Steinerne Standfigur auf Sockel, Raffael darstellend | Standort: An der Hauptfront des Theaters – links                                                            |
| ja   | Datei hochladen | Josef-Labor-Denkmal ID: 67508 HERIS-ID: 83388 Objekt-ID: 97265                                       | Denkmäler                                | Lothringer Straße 20 Standort                                                         | Fritz Hänlein                                                     | 1928           | Steinbüste auf Sockel, Josef Labor darstellend | Standort: Parkanlage vor dem Konzerthaus                                                                    |
| ja   | Datei hochladen | Gutenberg-Denkmal ID: 47997 HERIS-ID: 4601 Objekt-ID: 447                                            | Denkmäler                                | Lugeck Standort                                                                       | Hans Bitterlich, Max Fabiani                                      | 1900           | Auf einem gestuften Granitpostament befindet sich ein figural reliefierter Sockel (Allegorie der Morgenröte), darauf die überlebensgroße Bronzefigur Johannes Gutenbergs (Bitterlich). | Standort: Am Platz                                                                                          |
| ja   | Datei hochladen | Otto-Wagner-Denkmal ID: 61052                                                                        | Denkmäler                                | Makartgasse 3 Standort                                                                | Josef Hoffmann                                                    | 1929           | Hoher Steinpfeiler mit Inschriftenblock (Dem großen Baukünstler Otto Wagner (vorne), Geb. Penzing 1841, gest. Wien 1918 (re.), Der Öst. Werkbund im Jahr 1930 (hinten), Erneuert von der Gemeinde Wien im Jahr 1959 (li, bezieht sich auf die Restaurierung von Oswald Haerdtl)) | Standort: Gegenüber Nr. 3. Seitlich der Akademie der Bildenden Künste                                       |
| ja   | Datei hochladen | Rossebändiger-Gruppe ID: 48291 HERIS-ID: 23778 Objekt-ID: 20141                                      | Profanplastiken/Kunst am Bau freistehend | Maria-Theresien-Platz Standort                                                        | Theodor Friedl, Georg Jahn                                        | 1893           | Die Rossebändiger sind zwei symmetrische Gruppen, wo jeweils ein Mann (ein Römer und ein Germane) versucht, ein sich aufbäumendes Pferd zu zähmen. Die Marmorstatuen nehmen Bezug auf die damaligen Hofstallungen. | Standort: In der Mittelachse zwischen den Museen, Richtung Museumsplatz                                     |
| ja   | Datei hochladen | Maria-Theresia-Denkmal ID: 47989 HERIS-ID: 23773 Objekt-ID: 20136                                    | Denkmäler                                | Maria-Theresien-Platz Standort                                                        | Karl von Hasenauer, Kaspar von Zumbusch                           | 1888           | Über einem weit ausgreifenden Plateau mit Einfriedung befindet sich auf drei Stufen ein geschwungener mehrseitiger Sockel, darüber erhebt sich ein vierseitiger Kolossalsockel mit gekoppelten Säulen, zwischen denen sich Reliefs in Rundbögen und davor Standfiguren (bedeutende Männer aus Verwaltung, Wissenschaft und Kunst) befinden. Auf gleicher Ebene, auf an den Sockelkanten vorkragenden Postamenten stehen vier Reiterstandbilder bedeutender Militärs. Bekrönt wird das Denkmal von der Figur der Kaiserin auf dem Thron, die in ihrer linken Hand die Urkunde der Pragmatischen Sanktion und das Szepter hält, die rechte Hand zum Gruß erhoben, flankiert wird Maria Theresia von vier auf dem Kranzgesims sitzenden Allegorien. | Standort: Im Zentrum des Platzes                                                                            |
| ja   | Datei hochladen | Tritonen- und Najadenbrunnen ID: 47990 HERIS-ID: 23780 Objekt-ID: 20143                              | Brunnen                                  | Maria-Theresien-Platz Standort                                                        | Anton Schmidgruber, Hugo Haerdtl, Edmund Hofmann von Aspernburg   | 1890           | In der Mitte der runden Becken erheben sich über stilisierten Felsformationen mit anderen motiven und Figuren bereicherte Triton- und Nymphenpaare. | Standort: In den zentralen Rondeaus der vier großen Rasenkompartimente.                                     |
| ja   | Datei hochladen | Ölberg ID: 48295                                                                                     | Sakrale Kleindenkmäler                   | Michaelerkirche, Habsburgergasse Standort                                             |                                                                   | 1494           | In eine Rundbogennische hinter Glas befindet sich eine spätgotische Ölberggruppe mit einer Kreuzigungsgruppe aus dem Jahr 1732 darüber. | Standort: Südfassade, im Durchgang zwischen Michaelerplatz und Habsburgergasse                              |
| ja   | Datei hochladen | Clemens Maria Hofbauer ID: 48296 HERIS-ID: 24538 Objekt-ID: 20938                                    | Denkmäler                                | Minoritenplatz Standort                                                               | Virgil Rainer                                                     | 1913 / 1958    | Die Büste Clemens Maria Hofbauers befindet sich auf einem hohen, geschwungenen Stufenpodest. Sie wurde im Zweiten Weltkrieg zerstört und 1958 von Oskar Thiede wiedererrichtet. | Standort: Südöstlich der Minoritenkirche                                                                    |
| ja   | Datei hochladen | Rudolf-von-Alt-Denkmal ID: 48299 HERIS-ID: 24531 Objekt-ID: 20929                                    | Denkmäler                                | Minoritenplatz Standort                                                               | Johann Scherpe                                                    | 1912           | Sitzfigur Rudolfs von Alt mit Skizzenblock auf einem Sockel | Standort: Nördlich der Minoritenkirche                                                                      |
| ja   | Datei hochladen | Leopold-Figl-Denkmal ID: 67530                                                                       | Denkmäler                                | Minoritenplatz Standort                                                               | Franz Anton Coufal                                                | 1973           | Bronzebüste in Metallstele | Standort: Nahe den Grundmauern des ehem. Langchores.                                                        |
| ja   | Datei hochladen | Denkmal der Opfer der Gestapo ID: 61061 HERIS-ID: 24525 Objekt-ID: 20923                             | Denkmäler                                | Morzinplatz 4 Standort                                                                | Leopold Grausam, jun.                                             | 1951           | In einem tektonischen Aufbau aus grob behauenen Natursteinblöcken, die eine Portalsituation schaffen, tritt eine Bronzefigur hervor. Die Inschrift unter dem Titel Niemals Vergessen nimmt Bezug auf das ehemals dort befindliche Hotel Metropol, in dem sich das Untersuchungsgefängnis der Gestapo befand. | Standort: In der Grünfläche vor Hauptfassade des Leopold-Figl-Hofes, Morzinplatz 4.                         |
| ja   | Datei hochladen | Providentia-Brunnen Vulgo: Donner-Brunnen ID: 48129 HERIS-ID: 24543 Objekt-ID: 20944                 | Brunnen                                  | Neuer Markt Standort                                                                  | Georg Raphael Donner                                              | 1739           | Auf einem reich gegliederten Brunnenbecken auf Stufensockel befindet sich in der Mitte des Beckens auf einem Postament die Figur der sitzenden Providentia mit einer Schlange und einem Schild (Januskopf) in den Händen. Das Postament wird von vier Putten mit wasserspeienden Fischen flankiert. Am Beckenrand befinden sich vier Flussgötter mit Attributen. | Standort: Platzmitte                                                                                        |
| ja   | Datei hochladen | Marco d´Aviano ID: 61066 HERIS-ID: 24544 Objekt-ID: 20945                                            | Denkmäler                                | Neuer Markt Standort                                                                  | Hans Mauer                                                        | 1936           | In einem durch ein Rundbogentor mit Gitter (Darstellung österreichischer und türkischer Soldaten) zugänglichen Raum befindet sich eine Bronzefigur Marco d’Avianos, die von Steinreliefs (Abstieg des Entsatzheeres vom Kahlenberg, Wien zur Zeit der Türkenbelagerungen) flankiert wird. | Standort: Bei der Kapuzinerkirche.                                                                          |
| ja   | Datei hochladen | Opern-Brunnen ID: 48308 HERIS-ID: 24547 Objekt-ID: 20948                                             | Brunnen                                  | Opernring / Operngasse / Herbert-von-Karajan-Platz Standort                           | Hanns Gasser                                                      | 1868           | Zwei Springbrunnen gleichen Aufbaus: in einem runden gebauchten Becken auf einem Stufenpostament ragt ein eine Schale tragenden Dreikantsockel hinauf. Darüber um einen schmalen Schaft befinden sich drei weibliche Figuren, die wiederum die letzte und kleinste Brunnenschale tragen. Bekrönt wird dies jeweils durch eine weibliche Figur (Tonkunst bzw. Loreley). | Standort: Links und rechts der Oper vor den Seitentrakten, in der Grünfläche                                |
| ja   | Datei hochladen | Metamorphose der Säule ID: 41185 HERIS-ID: 79473 Objekt-ID: 93159                                    | Profanplastiken/Kunst am Bau freistehend | Parkring / Gartenbaupromenade – Theodor-Herzl-Platz Standort                          | Wander Bertoni                                                    | 1973           | Sechs Säulen aus Kunststein: Überraschung für Hellas, Weltensäule, Apollo gegen Dionysos, Trauer der Ruinen, Triumph der Materie, Säule der Antagonismen | Standort: bei Hotel „Mariott“                                                                               |
| ja   | Datei hochladen | Kaiser Karl der Große ID: 48143                                                                      | Denkmäler                                | Petersplatz, Peterskirche Standort                                                    | Rudolf Weyr                                                       | 1906           | Das Relief an der Ostseite der Peterskirche zeigt deren legendäre Gründung durch Kaiser Karl den Großen. | Standort: An der Ostseite                                                                                   |
| ja   | Datei hochladen | Dr.-Iwan-Franko-Denkmal ID: 61068                                                                    | Denkmäler                                | Postgasse 8 Standort                                                                  | Ljubomir Jaremtschuk                                              | 1999           | Büste Iwan Frankos auf Marmorsäule | Standort: Bei der griechisch-katholischen Kirche St. Barbara.                                               |
| ja   | Datei hochladen | Wetterhäuschen mit 12 Tierkreiszeichen ID: 41196                                                     | Profanplastiken/Kunst am Bau freistehend | Rathauspark Standort                                                                  | Maria Biljan-Bilger                                               | 1955           | Eine Wetterstation mit Keramikmosaiken. | |
| ja   | Datei hochladen | Ernst-Mach-Denkmal ID: 61071                                                                         | Denkmäler                                | Rathauspark Standort                                                                  | Heinz Peteri                                                      | 1926           | Büste Ernst Machs auf Sockel | Standort: Nordpark                                                                                          |
| ja   | Datei hochladen | Josef-Popper-Lynkeus-Denkmal ID: 61073                                                               | Denkmäler                                | Rathauspark Standort                                                                  | Hugo Taglang                                                      | 1926           | Steinbüste von Josef Popper-Lynkeus, 1938 entfernt und 1951 neu geschaffen. | Standort: Südpark (Parlamentsseite)                                                                         |
| ja   | Datei hochladen | Rathausmann (Kopie) ID: 61074                                                                        | Profanplastiken/Kunst am Bau freistehend | Rathauspark Standort                                                                  | Fritz Tiefenthaler                                                | 1985           | Kopie des Originals auf der Turmspitze des Rathauses, wurde anlässlich dessen Restaurierung angefertigt | |
| ja   | Datei hochladen | Adolf-Schärf-Denkmal ID: 61075                                                                       | Denkmäler                                | Rathauspark Standort                                                                  | Alfred Hrdlicka                                                   | 1985           | Bronzebüste Adolf Schärfs auf Stele | Standort: Nordpark (Universitätsseite)                                                                      |
| ja   | Datei hochladen | Karl-Seitz-Denkmal ID: 61076                                                                         | Denkmäler                                | Rathauspark Standort                                                                  | Gottfried Buchberger                                              | 1962           | Ganzfigurige Statue Karl Seitz' auf Sockel | Standort: Nordpark (Universitätsseite)                                                                      |
| ja   | Datei hochladen | Theodor-Körner-Denkmal ID: 61070                                                                     | Denkmäler                                | Rathauspark. Standort                                                                 | Hilde Uray                                                        | 1963           | Ganzfigurige Bronzestatue Theodor Körners auf Steinsockel | Standort: Südpark (Parlamentsseite).                                                                        |
| ja   | Datei hochladen | Steingruppe „Gestern-Heute“ ID: 78103                                                                | Profanplastiken/Kunst am Bau freistehend | Rathauspark Standort                                                                  | Hubert Wilfan                                                     | 1993           | Mehrteilige Anlage aus einem Steinkreis, einem beschrifteten Dreieck und einer schrifttragenden Säule vom Stephansdom | Standort: Grünanlage                                                                                        |
| ja   | Datei hochladen | Herzog-Heinrich-Jasomirgott-Denkmal ID: 47978                                                        | Denkmäler                                | Rathausplatz, Rathauspark Standort                                                    | Franz Melnitzky                                                   | 1867           | Statue Heinrich Jasomirgotts mit Kirchenmodell in der Hand auf profiliertem Postament mit Palmettenfries, bis 1897 auf der Elisabethbrücke aufgestellt | Standort: Mittelachse des Platzes – 1. Statue links vom Burgtheater aus gesehen                             |
| ja   | Datei hochladen | Rudolf-der-Stifter-Denkmal ID: 47979                                                                 | Denkmäler                                | Rathausplatz, Rathauspark Standort                                                    | Josef Gasser                                                      | 1867           | Statue Rudolfs des Stifters mit Krone, Schwert und Urkunde auf profiliertem Postament mit Palmettenfries, bis 1897 auf der Elisabethbrücke aufgestellt | Standort: Mittelachse des Platzes – 2. Statue links vom Burgtheater aus gesehen                             |
| ja   | Datei hochladen | Starhemberg-Denkmal ID: 47980                                                                        | Denkmäler                                | Rathausplatz, Rathauspark Standort                                                    | Johann Fessler                                                    | 1867           | Statue Ernst Rüdiger von Starhembergs auf profiliertem Postament mit Palmettenfries, bis 1897 auf der Elisabethbrücke aufgestellt | Standort: Mittelachse des Platzes – 3. Statue links vom Burgtheater aus gesehen                             |
| ja   | Datei hochladen | Fischer-von-Erlach-Denkmal ID: 47981                                                                 | Denkmäler                                | Rathausplatz, Rathauspark Standort                                                    | Josef Cesar                                                       | 1867           | Statue Fischer von Erlachs mit einem Plan in der Hand auf profiliertem Postament mit Palmettenfries, bis 1897 auf der Elisabethbrücke aufgestellt | Standort: Mittelachse des Platzes – 4. Statue links vom Burgtheater aus gesehen                             |
| ja   | Datei hochladen | Sonnenfels-Denkmal ID: 47983                                                                         | Denkmäler                                | Rathausplatz, Rathauspark Standort                                                    | Hanns Gasser                                                      | 1867           | Statue Joseph von Sonnenfels' mit Schriftrolle in der Hand und auf eine Säule gelehnt auf profiliertem Postament mit Palmettenfries, bis 1897 auf der Elisabethbrücke aufgestellt und 1938–1945 vom jetzigen Standort entfernt. | Standort: Mittelachse des Platzes – 4. Statue rechts vom Burgtheater aus gesehen                            |
| ja   | Datei hochladen | Kollonits-Denkmal ID: 47984                                                                          | Denkmäler                                | Rathausplatz, Rathauspark Standort                                                    | Vincenz Pilz                                                      | 1867           | Statue Kardinal Kollonits' auf profiliertem Postament mit Palmettenfries, bis 1897 auf der Elisabethbrücke aufgestellt | Standort: Mittelachse des Platzes – 3. Statue rechts vom Burgtheater aus gesehen                            |
| ja   | Datei hochladen | Salm-Denkmal ID: 47985                                                                               | Denkmäler                                | Rathausplatz, Rathauspark Standort                                                    | Matthias Purkarthofer                                             | 1867           | Statue Niklas Graf Salms in Rüstung mit Helm zu Füßen auf profiliertem Postament mit Palmettenfries, bis 1897 auf der Elisabethbrücke aufgestellt | Standort: Mittelachse des Platzes – 2. Statue rechts vom Burgtheater aus gesehen                            |
| ja   | Datei hochladen | Leopold-der-Glorreiche-Denkmal ID: 47986                                                             | Denkmäler                                | Rathausplatz, Rathauspark Standort                                                    | Johann Preleuthner                                                | 1867           | Statue Leopolds des Glorreichen mit Schwert, Bulle und Krone auf profiliertem Postament mit Palmettenfries, bis 1897 auf der Elisabethbrücke aufgestellt | Standort: Mittelachse des Platzes – 1. Statue rechts vom Burgtheater aus gesehen                            |
| ja   | Datei hochladen | Waldmüller-Denkmal ID: 47987                                                                         | Denkmäler                                | Rathausplatz, Rathauspark Standort                                                    | Josef Engelhart                                                   | 1913           | Die marmorne Sitzfigur des Malers Ferdinand Georg Waldmüller mit Stift und Skizzenblock in der Hand befindet sich auf einem runden Sockel und wird von zwei Figuren aus seinen Gemälden flankiert (eine junge Frau mit Kind), die die Skizze betrachten. | Standort: Nordpark                                                                                          |
| ja   | Datei hochladen | Strauss-Lanner-Denkmal ID: 47988                                                                     | Denkmäler                                | Rathausplatz, Rathauspark Standort                                                    | Robert Oerley, Franz Seifert                                      | 1905           | Dieses bedeutende Jugendstildenkmal zeigt die Bronzefiguren von Strauss (Vater) und Lanner vor einer konkaven Reliefwand mit tanzenden Paaren auf einem hohen nach vorne gewölbten Sockel mit Inschriften (Name, Widmung, sowie ein Gedicht von Bauernfeld: Das ist ein Geigen und Blasen / Ist eine tönende Flut / Die Männer und Frauen sie rasen / In stürmisch jubelnder Glut). Der eher versteckte Aufstellungsort löste heftige Kontroversen aus. | Standort: Südpark                                                                                           |
| ja   | Datei hochladen | Hl. Ruprecht ID: 47996                                                                               | Sakrale Kleindenkmäler                   | Ruprechtsplatz, Ruprechtskirche Standort                                              |                                                                   | 1835           | Auf einem einfachen Vierkantsockel ist der Hl. Ruprecht mit einem Salzfass in der Hand dargestellt. | Standort: Beim Seiteneingang                                                                                |
| ja   | Datei hochladen | Friedrich Schiller ID: 47969 HERIS-ID: 111811 Objekt-ID: 129821                                      | Denkmäler                                | Schillerpark Standort                                                                 | Johannes Schilling                                                | 1876           | Über einem roten, mehrstufigen Granitsockel erhebt sich ein hoch aufragendes Bronzestandbild Schillers. Am Sockel sind vier Medaillons angebracht (Pegasus, Athene, Pelikan, Medusa), darüber befinden sich vier in die Seitenflächen eingefasste allegorische Figuren (Genius, Poesie, Wissenschaft, Heimatliebe). | Standort: Im Zentrum                                                                                        |
| ja   | Datei hochladen | Anastasius-Grün-Denkmal ID: 47970Teil von HERIS-ID: 56744 Objekt-ID: 66305                           | Denkmäler                                | Schillerplatz Standort                                                                | Karl Schwerzek                                                    | 1891           | Über einem Stufenpostament befindet sich eine hohe Stele mit der Büste Anastasius Grüns. Die Stele wird von einem fackeltragenden Genius und zerbrochenen antiken Säulenteilen flankiert, auf der Stele ist eine rosenbekränzte Inschrift und darunter ein Apollo-Relief angebracht. | Standort: Im Park rechts, auf Seite der Akademie                                                            |
| ja   | Datei hochladen | Nikolaus-Lenau-Denkmal ID: 47971Teil von HERIS-ID: 56744 Objekt-ID: 66305                            | Denkmäler                                | Schillerplatz Standort                                                                | Karl Schwerzek                                                    | 1891           | Über Sufenpodest erhebt sich eine hohe Stele mit der Büste des Dichters Nikolaus Lenau. die Stele wird von einem Putto mit Harfe und einer Sphinx flankiert, auf dem Schaft befindet sich eine blumenbekränzte Inschrift und darunter ein Selene-Relief. | Standort: Links im Park, auf Seite der Akademie                                                             |
| ja   | Datei hochladen | Franz-Werfel-Denkmal ID: 61081Teil von HERIS-ID: 56744 Objekt-ID: 66305                              | Denkmäler                                | Schillerplatz Standort                                                                | Roland Martirosjan, Ohan Petrosjan                                | 1998           | Granitpfeiler mit Bronzebüste in Rundnische | |
| ja   | Datei hochladen | Josef-Weinheber-Denkmal ID: 61079Teil von HERIS-ID: 56744 Objekt-ID: 66305                           | Denkmäler                                | Schillerplatz Standort                                                                | Josef Bock, Heribert Rath                                         | 1975           | Die Bronzebüste (Bock) stammt aus dem Jahr 1940, der Granitsockel (Rath) aus dem Jahr 1975. 2019 unter dem Titel Weinheber ausgehoben umgestaltet. | |
| ja   | Datei hochladen | Ludwig-Anzengruber-Denkmal ID: 47992 HERIS-ID: 24532 Objekt-ID: 20930                                | Denkmäler                                | Schmerlingplatz Standort                                                              | Johann Scherpe                                                    | 1905           | Auf einem Felsen steht die Bronzestatue von Ludwig Anzengruber, etwas weiter unten am künstlichen Hügel sitzt die von ihm erfundene Figur des Steinklopferhannes zwischen dessen Beinen sich eine Inschriftentafel befindet. | Standort: In dem Teil der Parkanlage gegenüber dem Palais Auersperg                                         |
| ja   | Datei hochladen | Franz-Xaver-Gabelsberger-Denkmal ID: 61107 HERIS-ID: 24542 Objekt-ID: 20943                          | Denkmäler                                | Schmerlingplatz, im Grete-Rehor-Park Standort                                         | Rudolf Schmidt                                                    | 1966           | Bronzebüste Franz Xaver Gabelsbergers auf Granitstele | Standort: Zwischen Parlament und Justizpalast, nächst Reichsratstraße.                                      |
| ja   | Datei hochladen | Schwarzenberg-Denkmal ID: 48290 HERIS-ID: 24529 Objekt-ID: 20927                                     | Denkmäler                                | Schwarzenbergplatz Standort                                                           | Ernst Julius Hähnel                                               | 1867           | Über einem Stufenpodest und einem monumentalen plattenverkleideten Steinsockel mit ausladendem Gesims befindet sich das bronzene Reiterstandbild des Feldmarschalls Karl Philipp zu Schwarzenberg. | Standort: In der Mitte des Platzes                                                                          |
| ja   | Datei hochladen | Donner-Denkmal ID: 48289 HERIS-ID: 26149 Objekt-ID: 22611                                            | Denkmäler                                | Schwarzenbergplatz / Ecke Lothringerstraße Standort                                   | Richard Kauffungen                                                | 1904           | Über einem Stufenpostament und einem Vierkantsockel mit Inschriftentafel befindet sich die bronzene Standfigur des Bildhauers Georg Raphael Donner mit dem Modell der Statue der „Providentia“ des Donnerbrunnens am Neuen Markt. | Standort: In der Grünanlage                                                                                 |
| ja   | Datei hochladen | Johann-Strauß-Sohn-Denkmal ID: 41599                                                                 | Denkmäler                                | Stadtpark Standort                                                                    | Edmund Hellmer                                                    | 1921           | Eine vergoldete Bronzefigur von Johann Strauss, die Geige spielend, befindet sich inmitten eines mit tanzenden Relieffiguren besetzten Rundbogens. | Standort: Parkanlage                                                                                        |
| ja   | Datei hochladen | Donauweibchen-Brunnen ID: 48130                                                                      | Brunnen                                  | Stadtpark Standort                                                                    | Hanns Gasser                                                      | 1862           | An einem Vierkantpfeiler sind vier Rundbecken angesetzt, über denen sich Kopfmasken als Wasserspeier befinden. Die Figur des Donauweibchens steht auf einem architektonisch durchgebildeten Postament. Die Falten ihres des Oberkörper freilassenden Gewandes halten zwei Fische. An ihre Füße ist ein laubbekränztes Wiener Wappenschild angelehnt. | Standort: Nächst dem Kursalon                                                                               |
| ja   | Datei hochladen | Canon-Denkmal ID: 48131                                                                              | Denkmäler                                | Stadtpark Standort                                                                    | Rudolf Weyr                                                       | 1905           | Bronzestatue von Hans Canon auf wuchtig abgetrepptem Sockel | Standort: Ecke Parking / Johannesgasse                                                                      |
| ja   | Datei hochladen | Zelinka-Denkmal ID: 48153                                                                            | Denkmäler                                | Stadtpark Standort                                                                    | Franz Pönninger                                                   | 1877           | Über einem polygonalen Steinsockel befindet sich ein bronzener, mit Inschriftenkartuschen, Putti und Festons dekorierter Rundpfeiler, darauf wiederum die Büste des Bürgermeisters Andreas Zelinka. | Standort: Nächst Eingang Ecke Ring und Weißkirchnerstraße                                                   |
| ja   | Datei hochladen | Amerling-Denkmal ID: 48154                                                                           | Denkmäler                                | Stadtpark Standort                                                                    | Johannes Benk                                                     | 1902           | Über einem Stufenpostament befindet sich ein seitlich ausschwingender, reliefierter Sockel mit der Büste des Malers Friedrich von Amerling. | Standort: Nächst Ringstraße                                                                                 |
| ja   | Datei hochladen | Schubert-Denkmal ID: 48155                                                                           | Denkmäler                                | Stadtpark Standort                                                                    | Theophil von Hansen, Carl Kundmann                                | 1872           | Über einer Stufenbasis befindet sich ein Sockel mit allegorischen Reliefs (musikalische Phantasie, Instrumentalmusik, Vokalmusik) und darüber die Sitzfigur Franz Schuberts mit Notenheft auf den Knien und einem Bleistift in der Hand. | Standort: Nächst Ringstraße                                                                                 |
| ja   | Datei hochladen | Makart-Denkmal ID: 48157                                                                             | Denkmäler                                | Stadtpark Standort                                                                    | Viktor Tilgner                                                    | 1898           | Über zwei Stufen befindet sich ein wuchtiger Vierkantblock als Sockel, darauf wiederum über zwei Stufen vor einem Sessel die Standfigur des Malers Hans Makart mit einem Kostüm für den Festzug zur Silberhochzeit des Kaiserpaares (1879). Zu seinen Füßen liegt eine Palette. | Standort: Nächst Ringstraße                                                                                 |
| ja   | Datei hochladen | Bruckner-Denkmal ID: 48158                                                                           | Denkmäler                                | Stadtpark Standort                                                                    | Viktor Tilgner                                                    | 1899           | Bronzebüste Anton Bruckners über einem Marmorsockel | Standort: Nächst dem Brunnen „Befreiung der Quelle“                                                         |
| ja   | Datei hochladen | Schindler-Denkmal ID: 48159                                                                          | Denkmäler                                | Stadtpark Standort                                                                    | Edmund Hellmer                                                    | 1895           | Auf einem abgetreppten niedrigen Sockel befindet sich die Sitzfigur des Malers Emil Jakob Schindler mit einem kleinen Blumenstrauß in der rechten Hand. | Standort: Nächst dem Brunnen „Befreiung der Quelle“                                                         |
| ja   | Datei hochladen | Befreiung-der-Quelle-Brunnen ID: 48160                                                               | Brunnen                                  | Stadtpark Standort                                                                    | Josef Heu                                                         | 1903           | Steinplastik zweier männliche Figuren, die an einer Felsformation arbeiten, um einen Stein hochzuheben, um die Quelle zu befreien, links und rechts davon sind Stiegenanlagen. | Standort: Beim Wienfluss, gegenüber der ehemaligen Meierei                                                  |
| ja   | Datei hochladen | Franz-Lehár-Denkmal ID: 61115                                                                        | Denkmäler                                | Stadtpark Standort                                                                    | Franz Anton Coufal                                                | 1980           | Steinbüste Franz Lehárs in expressiv-kubischer Rahmung | |
| ja   | Datei hochladen | Robert-Stolz-Denkmal ID: 61117                                                                       | Denkmäler                                | Stadtpark Standort                                                                    | Rudolf Friedl                                                     | 1980           | Bronzeportraikopf Robert Stolz' vor einer konkav gekrümmten Granitwand | |
| ja   | Datei hochladen | Vogeltränke „Pinguingruppe“ ID: 42072                                                                | Profanplastiken/Kunst am Bau freistehend | Stadtpark Standort                                                                    | Mario Petrucci                                                    | 1953           | Vier Bronzepinguine auf Steinbecken | Standort: Parkanlage                                                                                        |
| ja   | Datei hochladen | Leopold-Ernst-Epitaph ID: 48286                                                                      | Denkmäler                                | Stephansplatz 1 Standort                                                              | Carl Kundmann                                                     | 1894           | Neugotisches Epitaph für Leopold Ernst, Inschrift: Leop Ernst Dombaumeister zu St. Stephan 1852-1862 (s)einem Andenken gewidmet vom Wiener Dombauverein anno domini 1894 | Standort: Stephansdom, an der Westseite des Südturmes                                                       |
| ja   | Datei hochladen | Capistran-Denkmal ID: 48309                                                                          | Denkmäler                                | Stephansplatz 1 Standort                                                              | François Roettiers, Johann Joseph Resler                          | 1737           | Das Denkmal des Franziskanerheiligen Johannes von Capistrano befindet sich über einer spätgotischen Freikanzel, auf der er Predigten hielt, und die mit Fertigstellung des Denkmals an den jetzigen Ort versetzt wurde. Der Heilige hält eine Fahne in der rechten Hand und steht über einem besiegten Türken. Ihn umgeben Waffen- und Fahnentrophäen, bekrönende Strahlen- und Wolkengloriole, sowie ein Putto. | Standort: Nordfassade, über der Capistran-Kanzel                                                            |
| ja   | Datei hochladen | Römische Riesenquadern ID: 78102                                                                     | Profanplastiken/Kunst am Bau freistehend | Sterngasse 4 Standort                                                                 |                                                                   |                | Römische Riesenquadern von der Badeanlage des Legionslagers Vindobona, gefunden 1962 bei Abbruch des Hauses Sterngasse 5 | Standort: Grünfläche unter der Ruprechtskirche                                                              |
| ja   | Datei hochladen | Stock im Eisen ID: 48307 HERIS-ID: 22993 Objekt-ID: 19340                                            | Profanplastiken/Kunst am Bau freistehend | Stock-im-Eisen-Platz 3 / Ecke Kärntner Straße Standort                                |                                                                   | um 1440        | Der älteste noch erhaltener Nagelbaum steht am Hauseck auf einem Säulenpostament in einer Nische und hinter Glas. Es ist ein dicht mit Nägeln beschlagener Fichtenstamm mit Eisenbändern und von einem Eisenband mit Schloss umgeben. | Standort: Ehem. Palais Equitable, an der linken Hausecke (Ecke Kärntner Straße)                             |
| ja   | Datei hochladen | Radetzky-Denkmal ID: 47965 HERIS-ID: 24546 Objekt-ID: 20947                                          | Denkmäler                                | Stubenring 1 Standort                                                                 | Georg Niemann, Kaspar von Zumbusch                                | 1892           | Das Reiterstandbild des Feldmarschalls Josef Wenzel Radetzky von Radetz befindet sich auf einem roten abgetreppten Marmorsockel, der eine bronzene Inschriftentafel mit Doppeladler und zwei Bronzereliefs (Radetzky im Kriegsrat, Radetzky mit Soldaten) aufweist. | Standort: Vor dem Ministerium                                                                               |
| ja   | Datei hochladen | Ministerienbrunnen ID: 47966                                                                         | Brunnen                                  | Stubenring 1 Standort                                                                 | Ludwig Baumann                                                    | 1913           | Steinernes Brunnenbecken auf Stufenbasis in dem sich ein Vierkantsockel mit wasserspeienden Löwenköpfen befindet, der von einer korinthischen Säule mit Doppeladler bekrönt wird. | Standort: Vor dem Ministerium, links und rechts des Radetzkydenkmals.                                       |
| ja   | Datei hochladen | Oskar-Kokoschka-Denkmal ID: 106473 HERIS-ID: 83387 Objekt-ID: 97264                                  | Denkmäler                                | Stubenring 3 Standort                                                                 | Alfred Hrdlicka                                                   | 1963           | Bronzebüste Oskar Kokoschkas auf einem zweiteiligen Sockel mit der Signatur OK | |
| ja   | Datei hochladen | Minervabrunnen Vulgo: Athenebrunnen ID: 48300                                                        | Brunnen                                  | Stubenring 3-5 Standort                                                               | Ferdinand Lufenberger, Josef Pokorny                              | 1873           | Über einen niedrigen geschwungenen Brunnenbecken erhebt sich ein Aufbau mit Giebel und Pilaster mit einer Maske als Wasserspeier und einem weiteren kleinen Muschelbecken. Auf der Wand oberhalb des eigentlichen Brunnens befindet sich ein Mosaik der Minerva. | Standort: Am Verbindungstrakt zwischen Universität und Museum für angewandte Kunst                          |
| ja   | Datei hochladen | Stylit ID: 90696                                                                                     | Profanplastiken/Kunst am Bau freistehend | vor Stubenring 5 Standort                                                             | Michael Kienzer                                                   | 2005           | Der Ziehbrunnen in einem Topf wird von einem langen Brunnenrohr in unerreichbare Höhen gehoben und transzendiert damit seine alltägliche Funktion, was über den Objekttitel mit einem Säulenheiligen verglichen wird. | Standort: im Grünstreifen zwischen den Fahrbahnen                                                           |
| ja   | Datei hochladen | Tuchmacher-Brunnen ID: 58787 HERIS-ID: 24526 Objekt-ID: 20924                                        | Brunnen                                  | Tuchlauben Standort                                                                   | Oskar Thiede                                                      | 1926           | Auf einem Stufensockel steht ein kannelierter Rundpfeiler mit einer steinernen Brunnenschale, der sich in einer Säule mit vier kleinen Fischköpfen als Speier fortsetzt. Bekrönt wird die Säule von der Bronzefigur eines Tuchmachers, der im Begriff ist, von einem Stoffballen abzuschneiden. | Standort: vor Haus Nr. 8                                                                                    |
| ja   | Datei hochladen | Ohne Titel ID: 87308                                                                                 | Kunst am Bau wandgebunden                | U-Bahn-Station Karlsplatz, Kunstpassage Standort                                      | Ernst Caramelle                                                   | 2013           | Asymmetrische Farbflächen werden mit Spiegelstreifen an der gegenüberliegenden Passagenwand kombiniert, wodurch sich stets neue Perspektiven und Symmetrien ergeben. | |
| ja   | Datei hochladen | PI ID: 90698                                                                                         | Profanplastiken/Kunst am Bau freistehend | U-Bahn-Station Karlsplatz, Westpassage Standort                                       | Ken Lum                                                           | 2006           | Die Medieninstallation besteht aus Vitrinen, in denen Bücher über Bevölkerungsstatistik und Migration zu sehen sind sowie vierzehn verspiegelte Paneele an der Wand, in denen „Factoids“ dargestellt sind. In der Mitte befindet sich die namensgebende Darstellung der Zahl Pi mit 478 Dezimalstellen. | |
| ja   | Datei hochladen | Liebenberg-Denkmal ID: 47994 HERIS-ID: 4599 Objekt-ID: 445                                           | Denkmäler                                | Universitätsring / Mölker Bastei / Schreyvogelgasse Standort                          | Franz von Neumann, Johann Jakob Silbernagel                       | 1890           | Das Denkmal für Johann Andreas von Liebenberg steht inmitten einer eingefriedeten Wiese. Über einer zweistufigen Basis mit liegendem Löwen befindet sich ein hohes Postament mit Reliefs (ein von Putti gehaltenes Portraitmedaillon, militärische Embleme, Spolien, Inschriften), darauf ein Steinobelisk, an dessen Spitze die Figur der Viktoria mit einem Lorbeerkranz in der ausgestreckten Hand steht. | Standort: Auf dem Platz gegenüber der Universität                                                           |
| ja   | Datei hochladen | Kastalia-Brunnen ID: 47993                                                                           | Brunnen                                  | Universitätsring 1 Standort                                                           | Edmund Hellmer                                                    | 1904           | Auf einem Vierkantsockel mit halbrunden Becken befinden sich eine sitzende Frauenfigur und eine eherne Schlange. Auf der Rückseite ist ein Relief angebracht. | Standort: In der Mitte des Hofes der Universität                                                            |
| ja   | Datei hochladen | Grillparzer-Denkmal ID: 47973 HERIS-ID: 23764 Objekt-ID: 20127                                       | Denkmäler                                | Volksgarten Standort                                                                  | Carl von Hasenauer, Carl Kundmann, Rudolf Weyr                    | 1889           | Dieses strenghistoristische Denkmal für Franz Grillparzer besteht aus einer Ädikula mit Nische, in der eine Figur des Dichters sitzt, und einer konkaven Reliefwand, in die sie eingefasst ist, wobei die Reliefs Dramen Grillparzers darstellen. | Standort: Südlicher Abschluss des Parterres gegen die Ringstraße                                            |
| ja   | Datei hochladen | Volksgartenbrunnen ID: 47974 HERIS-ID: 23782 Objekt-ID: 20145                                        | Brunnen                                  | Volksgarten Standort                                                                  | Anton Dominik Fernkorn                                            | 1866           | Über einem großen Vierpassbecken ragt ein polygonaler Sockel mit bronzenem Ornament und Masken sowie zwei verschieden große, verzierte Brunnenschalen hervor, wobei die untere von Delphinen getragen wird. | Standort: Zentral im Bereich des Parterres                                                                  |
| ja   | Datei hochladen | Triton- und Nymphe-Brunnen ID: 47975 HERIS-ID: 23781 Objekt-ID: 20144                                | Brunnen                                  | Volksgarten Standort                                                                  | Viktor Tilgner                                                    | 1880           | Über einem runden Becken ragt ein Steinsockel mit Bronzefiguren hervor: Triton und Nymphe werden von einem Putto und einem Delphin flankiert. | Standort: Im Mittelpunkt der halbkreisförmigen Erweiterung zum Heldenplatz – neben dem Volksgartenpavillon. |
| ja   | Datei hochladen | Elisabeth-Denkmal ID: 47976 HERIS-ID: 23771 Objekt-ID: 20134                                         | Denkmäler                                | Volksgarten Standort                                                                  | Friedrich Ohmann, Hans Bitterlich                                 | 1907           | Die Anlage ist stufenförmig mit zwei Wasserbecken als Springbrunnen, die Stufen werden von vasentragenden ionischen Säulen flankiert, die in eine halbrunde Kolonnade hinter der Sitzfigur der Kaiserin Elisabeth übergehen, zu deren Füßen steinerne Hunde liegen. Links und rechts der Figur befinden sich Wasserbecken mit wasserausgießenden Kinderfiguren. | Standort: Nördlicher Abschluss des Gartens gegen die Löwelstraße                                            |
| ja   | Datei hochladen | Zierbrunnen ID: 48298                                                                                | Brunnen                                  | Weiskirchnerstraße Standort                                                           |                                                                   |                | Über einem runden, gebauchten Brunnenbecken befindet sich ein reich verziertes Schmiedeeisengitter mit Rankenwerk und Tierdarstellungen, die als Abschluss die Darstellung des Hl. Georg mit dem Drachen aufweist. | Standort: Museum für angewandte Kunst, Einfahrt                                                             |
| ja   | Datei hochladen | Andromedabrunnen ID: 48306                                                                           | Brunnen                                  | Wipplinger Straße 8 Standort                                                          | Georg Raphael Donner                                              | 1741           | Über einem geschwungenen, gebauchten Brunnenbecken mit Gitteraufsatz vor einer Rundbogennische befindet sich das Bleirelief „Perseus und Andromeda“. Der Brunnen ist durch gebauchte Pfeiler mit Atlanten in Form allegorischer Putti, die einen geschwungenen Balkon mit Schmiedeeisengitter tragen, in die Architektur eingefasst. | Standort: Altes Rathaus, an der Hoffassade                                                                  |

## Nicht mehr aufgestellt
| Foto |                 | Name                        | Typ     | Standort                                                                                    | Künstler  | Datierung | Beschreibung | Metadaten |
| ---- | --------------- | --------------------------- | ------- | ------------------------------------------------------------------------------------------- | --------- | --------- | --- | --- |
| ja   | Datei hochladen | Goldfluss-Brunnen ID: 58721 | Brunnen | Kärntner Straße 14 / Einmündung Kupferschmiedgasse – Fußgängerzone Kärntner Straße Standort | Hans Muhr | 1991      | Brunnen aus Tauerngrün vom Großvenediger mit Edelstahlarmaturen. Der Brunnen wurde 2008 im Zuge der Umgestaltung der Kärntner Straße entfernt und nicht mehr wieder aufgestellt. Er befindet sich heute im Skulpturenpark Arts Trail in Singapur. | Standort: VERLUST Lt. MA 31 wurde der Brunnen 2008 im Zug der Umgestaltung der Kärntner Straße entfernt und nicht wieder aufgestellt. |